# Real Ejército Francés (1652-1830)
El Ejército real francés (en francés: Armée royale française) sirvió a los reyes de Borbón comenzando con Luis XIV y terminando con Carlos X con un interludio desde 1792 hasta 1814, durante la Revolución Francesa y el reinado del Emperador Napoleón I. Después de un segundo breve interludio cuando Napoleón regresó de su exilio en 1815, el Ejército Real fue reintegrado. Su servicio a la línea Bourbon directa se terminó cuando Carlos X fue derrocado en 1830 por la Revolución de Julio.

## Historia

### Ejército de Luis XIV

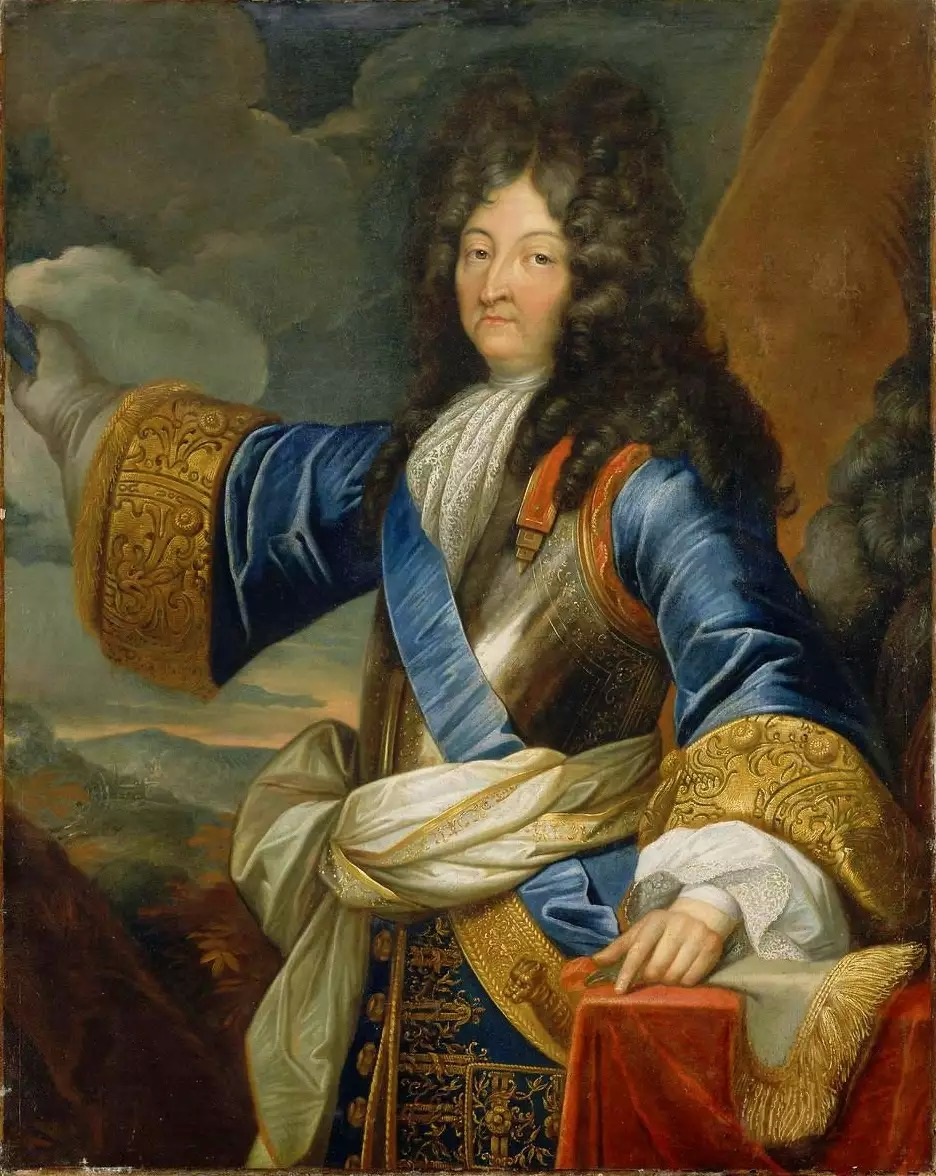
Luis XIV de Francia

#### Creación del ejército real profesional
Cuando Luis XIV llegó al trono francés en 1643, heredó una fuerza grande pero poco organizada de aproximadamente 70,000 hombres. Al igual que los otros ejércitos europeos de la época, consistía en una mezcla de mercenarios, unidades de guardia, milicias locales y gravámenes reclutados solo para campañas específicas y luego se disolvió. La organización, la cohesión, la capacitación y el equipo generalmente eran de bajo nivel.
Bajo los dos secretarios de guerra de Louis, Michael Le Tellier y su hijo el Marqués de Louvois, el Ejército Real se recreó como una fuerza disciplinada y profesional de regimientos permanentes bajo control central. Se mejoraron o introdujeron armas, ascensos, ejercicios, uniformes y estructuras, y el ejército casi duplicó su tamaño. Se convirtió en un modelo para el nuevo sistema "regimental" que debía imitarse en toda Europa,
y uno de los más poderosos del mundo.

#### Historia militar del reinado
Cuando murió el padre de Luis, Luis XIII, la reina Ana de Austria, se convirtió en regente. Ella y su primer ministro, Cardenal Mazzarino, ordenaron el arresto de opositores legislativos, causando la enemistad de muchos nobles y ciudadanos comunes.  Cuando terminó la sangrienta guerra de los Treinta Años, en la cual Francia se había aliado con los países gobernados por protestantes contra otras naciones católicas en Europa, estalló la guerra civil Conocida como Fronda y Mazzarino se vio obligado a huir.
Cuando Luis XIV alcanzó la mayoría de edad en 1652, la Fronda terminó y a Mazzarino se le permitió regresar y ser nombrado primer ministro por segunda vez. El líder de la facción anti-Mazzarino, el Príncipe de Condé, escapó a España, que pronto fue a la guerra contra Francia y su nuevo aliado, Inglaterra, bajo el gobierno de Oliver Cromwell.  Bajo el mando del mariscal Turenne, el ejército anglo-francés derrotó decisivamente a los españoles en Flandes, la cual era una provincia de España.
En 1667, Louis se casó con la princesa española María Teresa de Austria.  Él reclamó los Países Bajos españoles como su dote, comenzando otro conflicto con España conocido como la Guerra de Devolución. Turenne y Conde, que habían sido indultados y se les permitió regresar a Francia, comandaban el ejército francés. Sus fuerzas se apoderaron de gran parte de los Países Bajos españoles pero, presionados por Inglaterra, Países Bajos y Suecia, Luis XIII se vio obligado a devolver el territorio conquistado, con la excepción de algunas ciudades fortificadas.
Desde 1672 hasta 1678, Francia se vio envuelta en la guerra franco-holandesa, nuevamente ayudada por Inglaterra, ahora bajo el gobierno del rey Carlos II de Inglaterra. La guerra no fue bien para Francia, e Inglaterra no prosiguió la guerra después de 1674. La guerra terminó favorablemente para los holandeses, aunque Francia ganó mucho del Franco-Condado.
El afamado ingeniero Vauban diseñó sus intrincadas fortificaciones durante el reinado de Luis XIV. Vauban, un genio en la guerra de sitio, supervisó la construcción o mejora de muchas fortalezas en Flandes y en otros lugares.
En 1688, el rey católico de Inglaterra, Jacobo II,  fue derrocado y  Guillermo de Orange, un príncipe holandés y viejo enemigo de Louis, se instaló como el próximo rey. James huyó a Francia, que usó como su base para una invasión de Irlanda en 1690. Como resultado del derrocamiento de James y, más directamente, una invasión francesa de un palatinado alemán, la guerra de los Nueve Años estalló en 1689 entre Francia y los estados europeos menores por un lado y la Liga de Augsburgo, incluyendo Inglaterra, el Sacro Imperio Romano y la República Holandesa por el otro.
La guerra terminó sin mayores ganancias o pérdidas territoriales para ninguno de los bandos, y las dos alianzas estuvieron de nuevo en guerra en 1701. Los británicos, bajo el duque de Marlborough, ayudados por imperiales bajo el mando del Príncipe Eugenio de Saboya, infligieron grandes derrotas a las tropas francesas en Blenheim, Ramillies, y Oudenarde. En España (la sucesión al trono de esa nación fue la causa de la guerra), las fuerzas españolas se aliaron con los franceses y perdieron Gibraltar.  Sin embargo, después de la sangrienta batalla de Malplaquet en 1709, la reputación de Marlborough se vio empañada y, después de cotillear en la corte inglesa (ahora británica, después de la unión de Inglaterra y Escocia), fue relevado del mando. La guerra se estancó y terminó en un tratado que favoreció a los franceses en 1714.

### Reinado de Luis XV

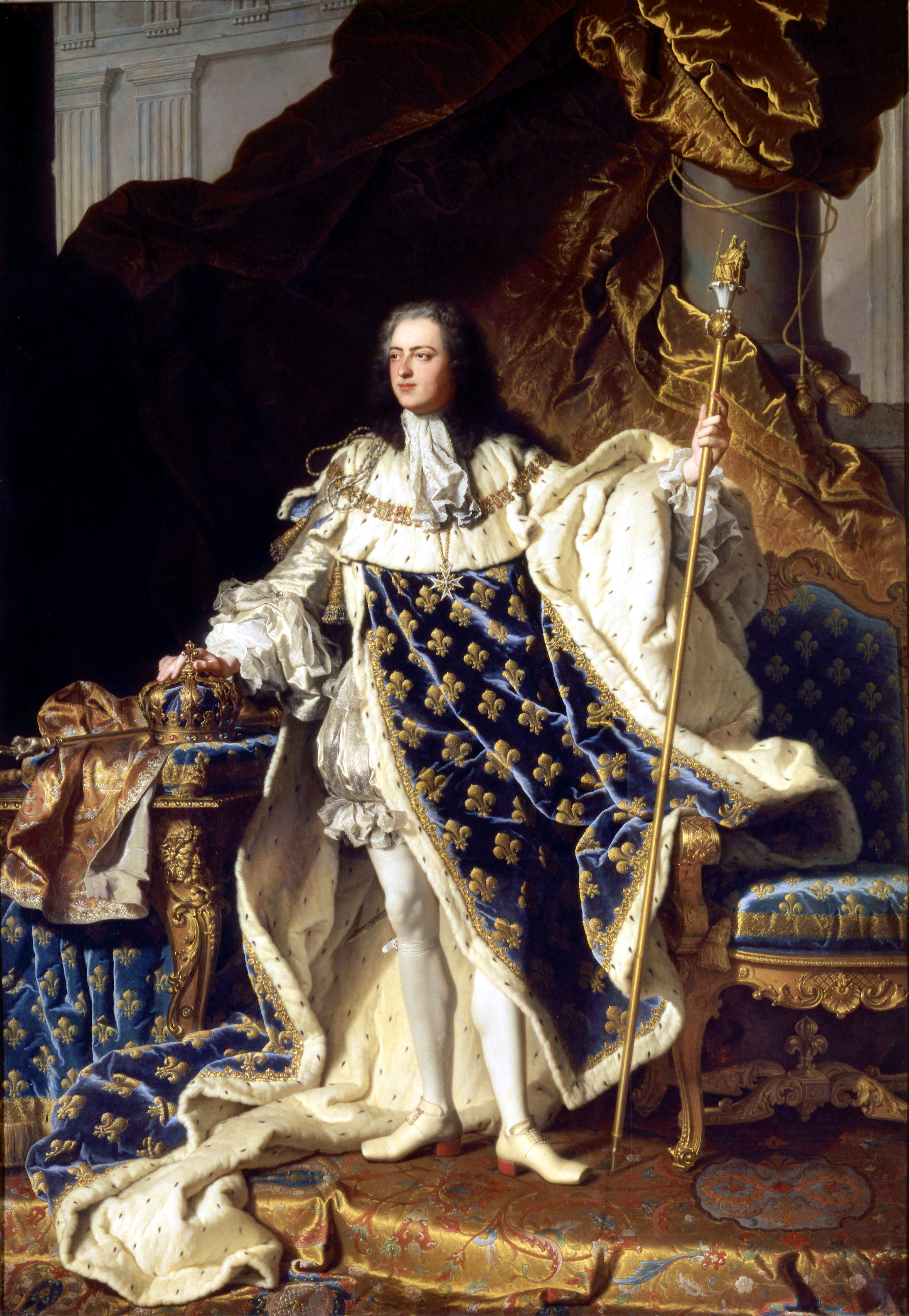
Luis XV

Luis XV, el bisnieto de Luis XIV, fue el único heredero directo vivo cuando el anciano rey murió en 1715. Su reinado fue mucho más pacífico que el de su bisabuelo, aunque se produjeron tres grandes guerras. Primero fue la guerra de sucesión polaca de 1733. La segunda, la guerra de sucesión de Austria, comenzó cuando María Teresa fue coronada Emperatriz del Sacro Imperio en 1740. Su el padre la había designado como su heredero y otros países europeos acordaron respetar sus deseos. Sin embargo, el nuevo rey prusiano,  Federico II, ignoró el acuerdo, conocido como la Pragmática Sanción, y partes anexas del Imperio.

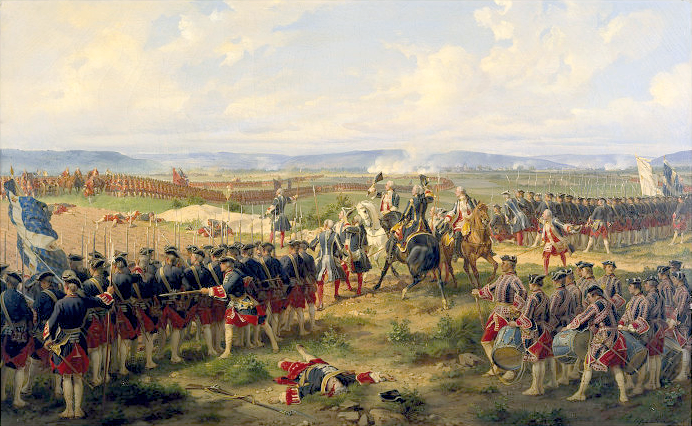
Los ejércitos francés y aliado se enfrentan en Fontenoy. Los franceses vestidos de azul en primer plano son Guardias franceses.

Gran Bretaña se alió con María Teresa, mientras que Luis XV forjó una alianza con Federico. Louis proporcionó apoyo militar en forma de destacamentos de la Brigada Irlandesa de Francia, en apoyo de Charles Edward Stuart durante el  levantamiento jacobita de 1745. Los Aliados pragmáticos derrotaron a los franceses en la Batalla de Dettingen en 1743, mientras que los franceses ganaron en Fontenoy en 1745 y posteriormente conquistaron gran parte de los Países Bajos austríacos; sin embargo, este territorio fue devuelto posteriormente a Austria.
La situación después de la guerra era casi la misma que antes, pero preparó el escenario para la guerra de los Siete Años, que comenzó oficialmente en 1756, cuando Prusia y Austria volvieron a la guerra. Esta vez, sin embargo, Francia y Austria fueron aliados y Gran Bretaña y Prusia formaron una alianza. Las fuerzas francesas fueron derrotadas en la Batalla de Rossbach en 1757. Al mismo tiempo que la lucha en Europa, las partidas de ataque compuestas de milicianos franco-canadienses e indios atacaron los asentamientos ingleses en América del Norte. Esta guerra, conocida como la guerra franco-india, fue la última de cuatro guerras que ocurrieron en América del Norte al mismo tiempo que un conflicto europeo. Sin embargo, hacia 1759, los británicos habían pasado a la ofensiva en América y habían capturado Quebec, la capital colonial francesa.
Los combates también ocurrieron en el subcontinente indio durante el reinado de Luis XV. Durante la guerra de sucesión de Austria, las tropas francesas capturaron varios asentamientos en India, pero sus aliados fueron derrotados por las tropas británicas en 1756. En general, la guerra de los Siete Años fue mala para los franceses, quienes fueron forzados a firmar un tratado desfavorable en 1763.

### Colapso del ejército real

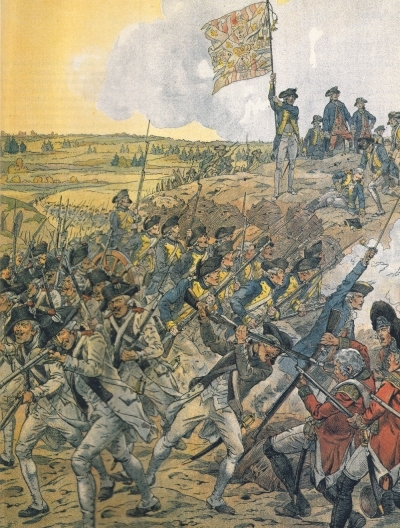
Tropas francesas asaltan Redoubt durante el asedio de Yorktown

Cuando las colonias británicas de Norteamérica se rebelaron en 1775, Francia inicialmente ofreció un apoyo limitado. Sin embargo, después de la victoria estadounidense en la Batalla de Saratoga, Luis XVI de Francia autorizó una fuerza expedicionaria bajo el Conde de Rochambeau para navegar a América y ayudar a los revolucionarios. La fuerza expedicionaria participó en el Batalla de Yorktown en 1781, que dio lugar a la independencia de las colonias.
En la década de 1780, el equilibrio político en Francia había cambiado. La aristocracia había sido despreciada por muchos ciudadanos de clase media baja que enfrentaron hambrunas en el invierno de 1788/89 y casi ninguna libertad política. En una etapa anterior de su reinado, Luis había sucumbido a la presión de la nobleza y había prohibido el ascenso a la categoría de oficial de los rangos inferiores del Ejército Real. Esta medida sirvió para amargar a los oficiales no comisionados de larga trayectoria que ya no podían aspirar a alcanzar el rango de comisionados, aunque las exigencias de la disciplina y el entrenamiento del regimiento aún recaían sobre ellos. Algunos de los cuerpos de oficiales ahora casi completamente aristocráticos seguían siendo profesionales dedicados, pero muchos descuidaron sus responsabilidades, prefirieron pasar períodos excesivos de permiso como cortesanos en Versalles o en sus propiedades de campo.
Muchos soldados franceses simpatizaron con las masas a partir de las cuales fueron arrastrados, y un número cada vez mayor desertó durante 1789. La mayor parte de la base de las Gardes françaises: el regimiento más grande de la maison militaire du roi de France y la guarnición permanente de París, se negó a obedecer a sus oficiales en un punto crucial en las primeras etapas de la Revolución. Algunos Gardes se unieron a la plebe parisina el 14 de julio de 1789 y participaron en la toma de la Bastilla, la fortaleza-prisión medieval considerada como un símbolo de la represión gubernamental.
Los poderes del Rey Louis fueron regulados por el Asamblea Nacional, que también autorizó la creación de la Guardia Nacional, que estaba destinado a ser utilizado como un contrapeso al ejército real. El ejército regular se vio debilitado por el vuelo de muchos oficiales aristocráticos. Ante la creación de clubes de soldados (comités jacobinos), la erosión de la disciplina, la pérdida de sus privilegios como nobles y la desconfianza política, quizás dos tercios de los rangos encargados emigraron después de junio de 1791. En gran parte fueron reemplazados por oficiales no comisionados con experiencia. En julio de 1791 doce regimientos extranjeros de mercenarios en su mayoría alemanes se fusionaron en la línea, seguido de la disolución de los regimientos suizos un año después.
Las principales reorganizaciones del ejército se llevaron a cabo en 1791 y 1792. Se eligieron nuevos oficiales y se modificó la estructura del ejército. Se autorizaron batallones de voluntarios y, posteriormente, se fusionaron con las unidades supervivientes del antiguo ejército real, para formar semi-brigadas amalgamadas.. Esta fuerza se sometió a su primera prueba durante la Batalla de Valmy en 1792, cuando un ejército austro-prusiano invadió para restaurar los plenos poderes del rey. Por ahora, el ejército se consideraba leal a la Primera República, no al rey.

### Primera restauración borbónica
Louis XVI fue condenado a la guillotina en 1793. Hacia 1800, la Primera República, en guerra con gran parte de Europa, había adoptado una forma débil de gobierno que fue derrocada por el general Napoleón Bonaparte, quien luego se proclamó a sí mismo Emperador de los franceses. Cuando los ejércitos británico, ruso, prusiano y austriaco invadieron Francia en 1814, Napoleón, cuyo imperio se había extendido una vez hasta Moscú, abdicó. El hermano del rey muerto, el conde de Provenza, fue declarado rey con el nombre de Luis XVIII. Bajo este rey, no se hicieron cambios importantes al ejército, más allá de la recreación de varios regimientos de la prerrevolucionaria maison militaire du roi. Sin embargo, cuando Napoleón regresó del exilio en 1815, el ejército, en su mayor parte, se acercó a él y Luis huyó..

### Segunda restauración borbónica; Revolución de Julio

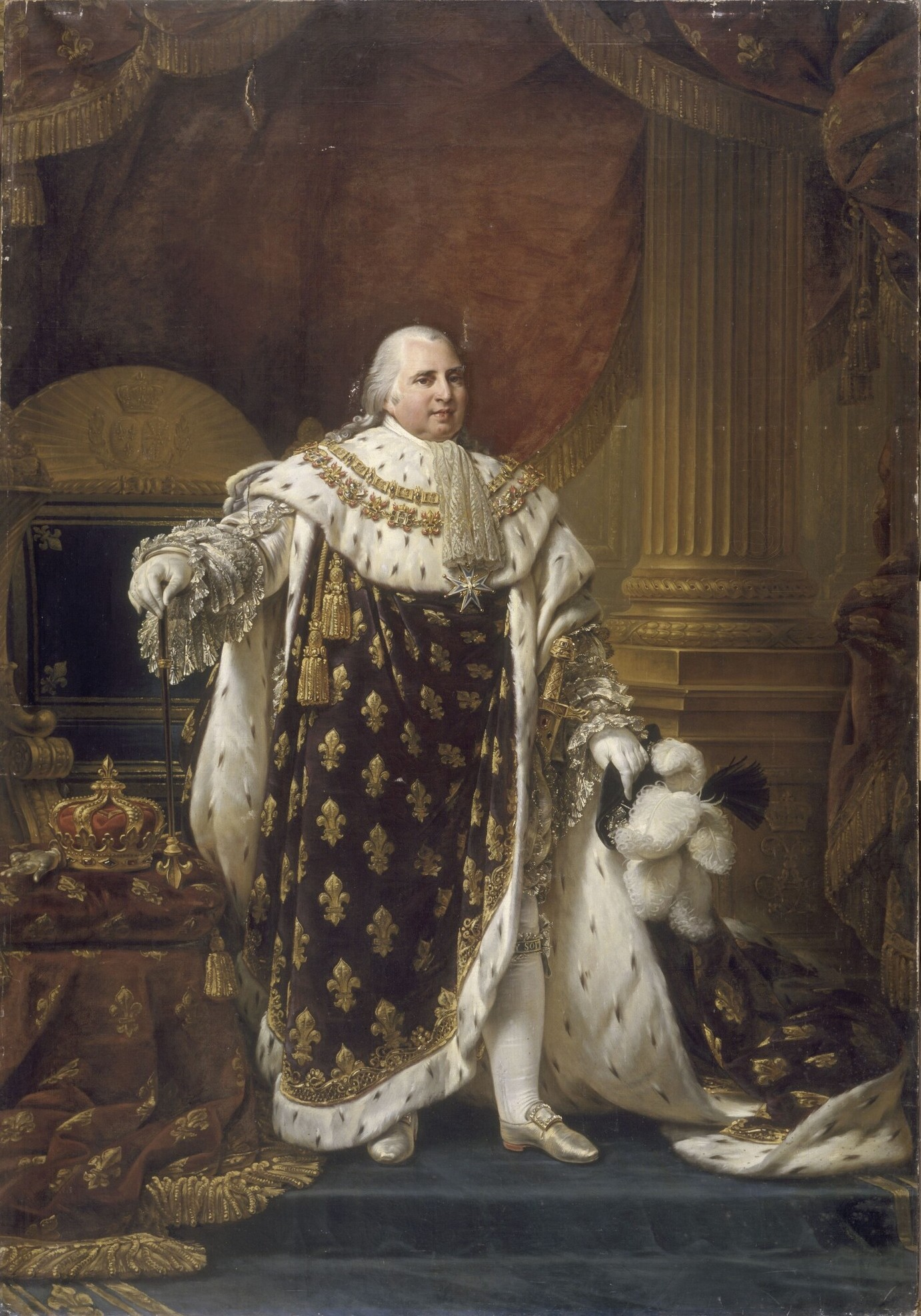
Luis XVIII de Francia

Napoleón fue derrotado por un ejército combinado aliado en 1815 en Waterloo, y Luis XVIII fue devuelto al trono. Al darse cuenta de que los restos del ejército existente no tenían ninguna lealtad a la monarquía restaurada, el gobierno de Luis XVIII emprendió una disolución total de lo que habían sido los regimientos de Napoleón. En su lugar se creó un sistema de legiones departamentales sin conexiones históricas con el imperio, la república o incluso la monarquía anterior a 1792. Su gobierno nombró a muchos oficiales aristocráticos para el nuevo ejército, que perdió gran parte de su moral, como lo había hecho en 1789. En 1823, una fuerza expedicionaria francesa ayudó a las tropas españolas leales al rey Borbón de ese país cuando su régimen se vio amenazado por un levantamiento.
En 1830, el hermano de Luis XVIII,  Carlos X, ahora rey, fue derrocado en la Revolución de Julio. El ejército participó en pequeños combates, y el primo del rey, el duque de Orléans Fue instalado como Louis-Philippe I en lo que se suponía que era una monarquía constitucional. El ejército transfirió su lealtad a la dinastía Orléans de Louis-Philippe hasta su derrocamiento en 1848, cuando se estableció la efímera Segunda República.

## Participación en guerras
- Guerra anglo-española (1654–1660)
- Guerra de Devolución (1667–1668)

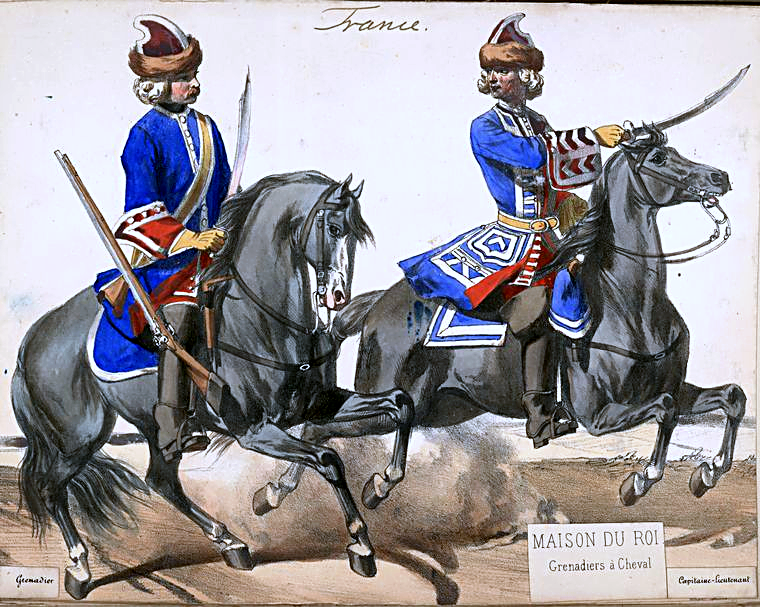
Granaderos montados de Luis XV durante la guerra de sucesión polaca

- Guerra franco-holandesa (1672–1678)
- Guerra de los Nueve Años (1689–1697)
- Guerra de sucesión española (1701–1714)
- Guerra de sucesión polaca (1733–1738)
- Guerra de sucesión de Austria (1740–1748)
- Guerra de los Siete Años (1756–1763)
- Guerra Revolucionaria Americana (participó en 1779–1783)
- Revolución Francesa (como Ejército Real 1789–1792)
- Invasión francesa de España (1823)

## Batallas Importantes

### Guerra anglo-española
- Batalla de las Dunas (1658)

### Guerra franco-holandesa
- Batalla de Saint-Denis (1678)

### Guerra de los Nueve Años
- Sitio de Namur (1692)
- Batalla de Steenkerque (1692)
- Sitio de Namur (1695)

### Guerra de sucesión española
- Batalla de Luzzara (1702)
- Batalla de Blenheim (1704)
- Batalla de Ramillies (1706)
- Batalla de Oudenarde (1708)
- Batalla de Malplaquet (1708)

### Guerra de sucesión polaca
- Sitio de Danzig (1734)
- Batalla de Guastalla (1734)

### Guerra de sucesión de Austria
- Batalla de Dettingen (1740)
- Batalla de Fontenoy (1745)

### Guerra de los Siete Años/Guerra franco-india
- Batalla de Monongahela (1756)
- Batalla de Ticonderoga (1758)
- Batalla de Minden (1759)
- Batalla de Quebec (1759)

### Guerra Revolucionaria Americana
- Sitio de Yorktown (1781)

### Revolución Francesa/Guerras revolucionarias francesas
- Batalla de Valmy (1792) durante la transición al Ejército de la Primera República

### Invasión francesa de España
- Batalla de Trocadero (1823)

## Personal notable
- Luis Antonio de Francia - Hijo de Carlos X de Francia, comandante general de las tropas francesas durante la invasión francesa de España
- Victor-François de Broglie - Mariscal de Francia bajo Luis XV y Luis XVI, emigró durante la Revolución Francesa
- James Fitz-James, I duque de Berwick - Hijo ilegítimo de James II de Inglaterra, huyó a Francia en 1688, Mariscal de Francia bajo Luis XIV y Luis XV, asesinado durante la guerra de sucesión polaca
- Luis II de Borbón-Condé - General francés bajo Luis XIV, encarcelado y exiliado durante la Fronda; comandante de las tropas españolas que luchan contra las fuerzas francesas en la Guerra anglo-española (1655-1660); indultado y dado altos mandos en el ejército real francés.
- Louis de Buade de Frontenac - General francés bajo Luis XIV y dos veces gobernador general de Nueva Francia.
- Marqués de La Fayette - El joven oficial del ejército francés y aventurero fue nombrado general del Ejército Continental durante la Guerra Revolucionaria Americana; comandante de la Guardia Nacional durante la Revolución Francesa; más tarde un partidario influyente de la Revolución de Julio de 1830
- Luis XIV de Francia - Rey de Francia en la segunda mitad del siglo diecisiete y primeros dieciséis años del dieciocho; aunque nunca mandó tropas en el campo; él era un fuerte defensor de sus fuerzas armadas
- François-Henri de Montmorency-Luxembourg - Comandante del Ejército de Flandes durante la guerra de los Nueve Años hasta su muerte
- Nicolas Oudinot - Mariscal del Imperio bajo Napoleón Bonaparte, general sénior durante los invasión francesa de España
- Jean-Baptiste Donatien de Vimeur de Rochambeau - Comandante de la fuerza expedicionaria francesa en América del Norte durante la Guerra Revolucionaria Americana
- Mauricio de Sajonia (1696-1750) - Mariscal de Francia bajo Luis XV, comandante francés de alto rango durante la guerra de sucesión de Austria
- Camille d'Hostun de la Baume - Mariscal de Francia y comandante de las tropas francesas que se oponen al duque de Marlborough durante la Batalla de Blenheim en la guerra de sucesión española; capturado después de la batalla y detenido en Inglaterra durante varios años.
- François de Neufville de Villeroy; Mariscal de Francia y comandante francés en la Batalla de Ramillies en 1706 durante la guerra de sucesión española; más tarde gobernador del joven Luis XV; enviado al exilio interno después de oponerse al poderoso regente, Felipe II de Orleans
- Luis José de Vendôme - Primer general francés durante la guerra de sucesión española
- Sébastien Vauban - Mariscal de Francia bajo Luis XIV, jefe de ingenieros militares franceses y experto en guerra de asedio

## Uniformes

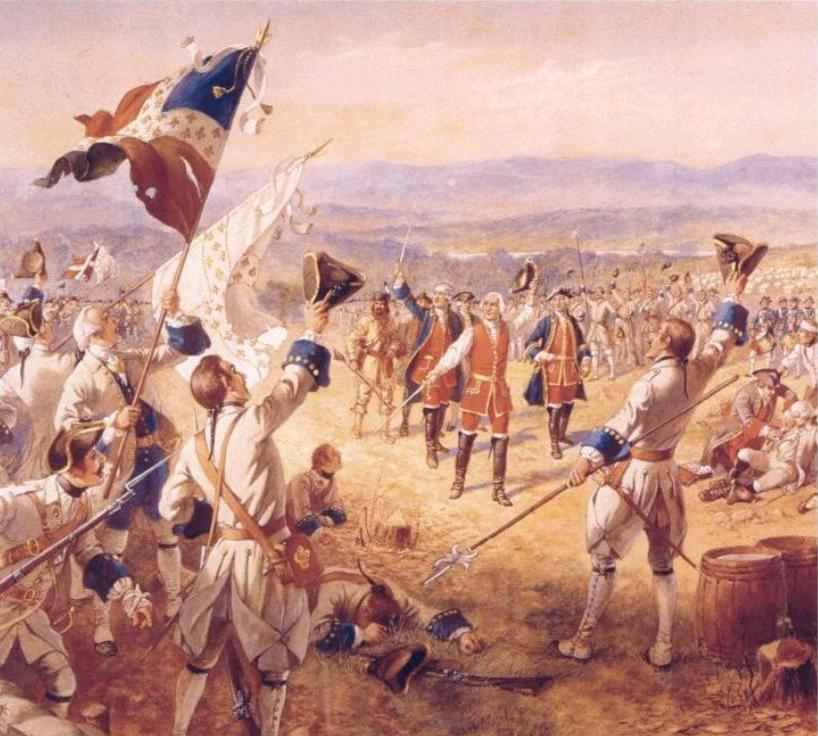
Tropas francesas en Ticonderoga en 1758 en uniformes blancos

Desde 1652 hasta 1685, los soldados franceses no vestían uniformes específicos. Los primeros uniformes para el ejército real francés fueron diseñados en 1685. Los regimientos de guardias vestían de azul, la infantería regular vestía de blanco grisáceo, y los regimientos mercenarios suizos en servicio francés vestían de rojo. En 1690, durante la guerra de los Nueve Años, a cada regimiento se le dio un uniforme. Ochenta y ocho regimientos vestían uniformes grises con adornos rojos, y catorce regimientos principescos vestían de azul. Las primeras regulaciones que detallan detalles de uniformes datan de 1704. Inusualmente, los granaderos para la mayor parte de la pieza llevaba un tricornio como el fusilero, en lugar de un inglete o una piel de oso. Esto entró en pleno uso alrededor de 1770.
Durante el siglo XVIII, una serie de regulaciones de vestimenta revisadas hicieron cambios repetidos en los colores opuestos de los regimientos de infantería individuales. Los regimientos mercenarios suizos e irlandeses conservaron sus abrigos rojos durante todo este período, mientras que otras unidades extranjeras generalmente vestían de azul mediano. La caballería usaba una variedad de uniformes regimentales verdes, azules o rojos, en gran parte según el capricho de los coroneles individuales. Los regimientos de la Casa Real fueron igualmente abigarrados, aunque dominado por el azul oscuro. El cambio de los uniformes blancos o grises, tradicionalmente asociados con la infantería de línea del ejército real, al azul oscuro se completó en 1793 después del derrocamiento de la monarquía. Los uniformes blancos fueron restaurados después de la Restauración borbónica, aunque modificados para una apariencia más moderna, presentando pantalones en lugar de pantalones cortos, shakos más altos y la insignia flor de lis. Las chaquetas azul oscuro fueron adoptadas en 1819.

## Armamento
Como la mayoría de los ejércitos de fines del siglo XVII y XVIII, el Ejército Real francés estaba equipado principalmente con mosquetes. Sin embargo, los fusiles se convirtieron en armas de fuego estándar. Las picas fueron utilizados por las fuerzas francesas al principio del reinado de Luis XIV.

## Reclutamiento
El alistamiento voluntario por períodos de seis a ocho años, a través de las partidas de reclutamiento del regimiento, fue el método estándar del Ejército Real francés. Sin embargo, los períodos de servicio pueden ser obligatoriamente extendidos si las unidades individuales caen por debajo de la fuerza. La conscripción generalmente se aplica solo a los gravámenes en tiempos de guerra para la milicia a tiempo parcial.
El reclutamiento se llevó a cabo, en parte, a nivel provincial, aunque hasta la mitad de las bases de un regimiento determinado podrían ser extraídas del exterior del área regional designada.

## Empleo de mercenarios suizos

Masacre de la Guardia Suiza, 1792

Durante los siglos XVII y XVIII, se emplearon doce regimientos de mercenarios suizos en el ejército real francés, en particular los guardias suizos. Durante los disturbios del 10 de agosto de 1792, partidarios de la Revolución Francesa, incluidos los miembros de la Guardia Nacional de tendencia radical marcharon en el Palacio de las Tullerías. El rey Luis XVI escapó con su familia, pero, después de una breve escaramuza en el patio del palacio, los guardias suizos fueron masacrados por la mafia. Algunos guardias, incluido el comandante, fueron capturados, encarcelados y luego guillotinados.